# Ambrosius Reiner
Ambrosius Reiner oder Rainer (auch Ambros Reiner oder Ambrosio Reinero; * 7. Dezember 1604 in Altdorf; † 4. Juli 1672 in Innsbruck) war ein deutscher Hofkapellmeister, Organist und Komponist.

## Leben
Ambrosius Reiner war Sohn des Komponisten und Musikdirektors der Abtei Weingarten Jakob Reiner. Dieser starb 1606.
Er erhielt seine Ausbildung an der Klosterschule der Abtei. Seine weitere musikalische Ausbildung ist unbekannt. Er soll sich einige Zeit in Prag aufgehalten haben.
Unter Claudia de’ Medici, der Witwe von Erzherzog Leopold V., wurde er 1630 in die Innsbrucker Hofkapelle aufgenommen, 1631 2. Hoforganist an der Innsbrucker Hofkirche sowie zugleich Lehrer der Kapellknaben und 1635 1. Hoforganist.
Reiner folgte 1648 auf seinen Schwiegervater Johann Stadlmayr im Amt des Hofkapellmeisters. Erzherzog Sigismund Franz behielt ihn in diesem Amt. Als 1665 Tirol nach dem Tod des jungen Erzherzogs an Kaiser Leopold I. fiel, wurde die Hofkapelle aufgelöst und durch die kaiserliche Hofmusik ersetzt. 1666 wurde Reiner zu deren Leiter ernannt. Er blieb dies bis zu seinem Tod 1672. Als Hoforganist wirkte er bis in die 1660er-Jahre.
Reiner, der im Ruf stand, ein guter Musiker zu sein, wirkte auch als Komponist. Er schuf insbesondere Messen, Litaneien, Motetten sowie Geistliche Lieder.

## Werke (Auswahl)
- Sacrarum Cantionum. 2 Bände. Wagner, Innsbruck 1643–1647.
- Motetti. 3 Bände. Wagner, Innsbruck 1648.
- Psalmi Vespertini Pro Dominica, B: Maria Virgine, Apostolis. Reliqvis Festis Per Annvm. Et Terna Magnificat Octo Vocum. Wagner, Innsbruck 1651.
- Misse a 5 voci con 3 stromenti.